# Gerhard Schumann (Komponist)

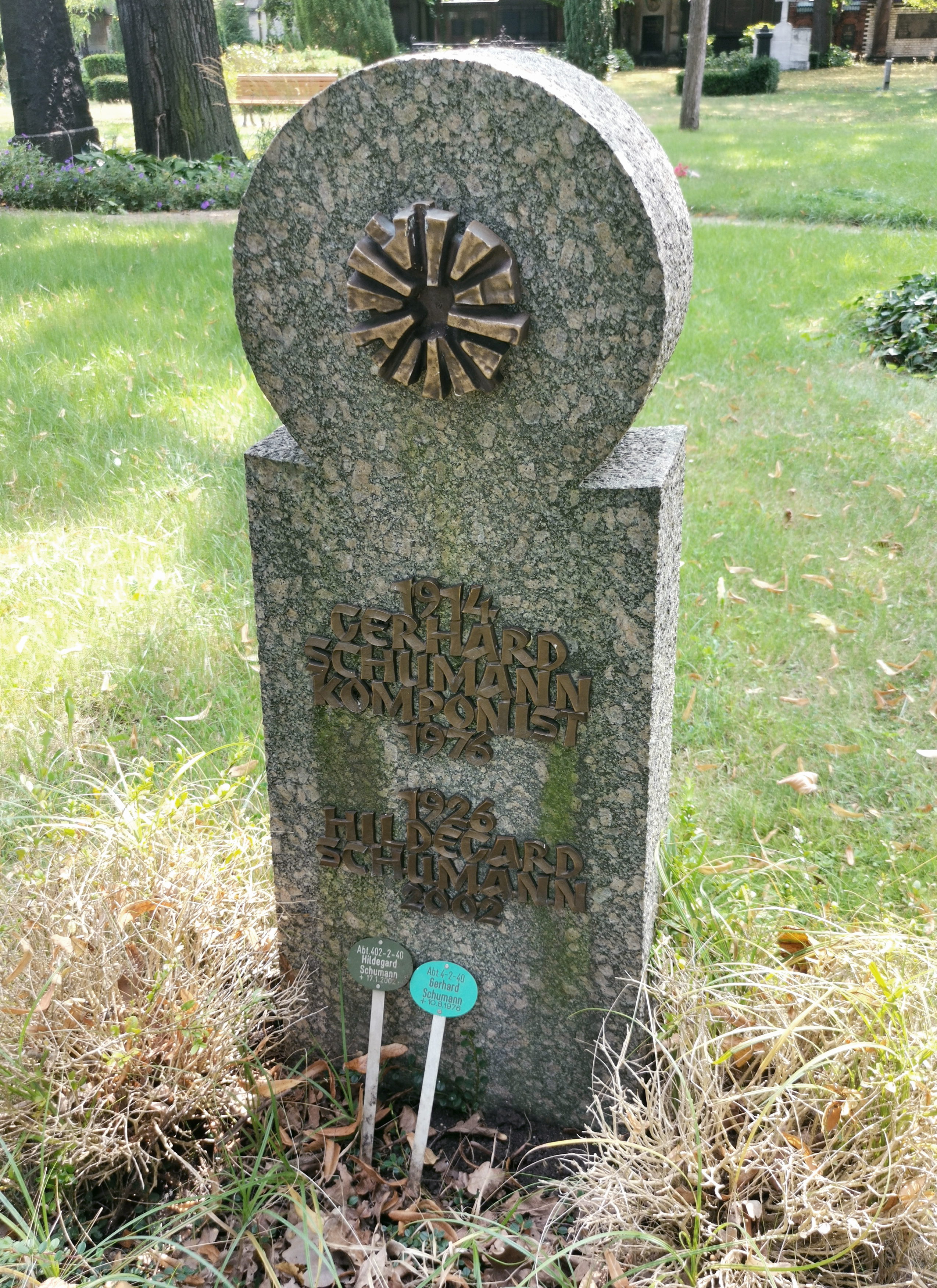
Grab auf dem Alten Zwölf-Apostel-Kirchhof in Berlin-Schöneberg (Abt. 402)

Gerhard Schumann (* 29. Juli 1914 in Görlitz; † 10. August 1976) war ein deutscher Komponist von E-Musik.

## Leben und Werk
Gerhard Schumann erhielt seine erste musikalische Ausbildung in Görlitz durch seinen Vater Oswald Schumann an der Violine, später bei Hans Norden (Klavier) und Walter Schartner (Komposition, Dirigieren). Zum 1. Mai 1933 trat er der NSDAP bei. 1937 erhielt Gerhard Schumann ein Stipendium an der Musikhochschule Berlin und beendete dort sein Studium unter Walther Gmeindl, Clemens Schmalstich und Hermann Roth.
Seine erste Anstellung erhielt Gerhard Schumann 1940 als Dirigent des Symphonischen Orchesters Posen. In den folgenden Jahren arbeitete Gerhard Schumann als Kapellmeister an den Stadttheatern von Spremberg, Bautzen, Wurzen oder Burgstädt. Ab 1950 wirkte Gerhard Schumann als Komponist und Kapellmeister in Berlin und leitete dort ab 1954 das Tonale Kammerorchester.
Das kompositorische Schaffen Gerhard Schumanns umfasst weit mehr als 200 Werke aus den Bereichen Kammer- und Orchestermusik sowie Chor- und Liedwerke. Der Nachlass Gerhard Schumanns wird in der Staatsbibliothek Berlin und der Städtischen Musikbibliothek München aufbewahrt.
Gerhard Schumann starb 1976 im Alter von 62 Jahren. Sein Grab befindet sich auf dem Alten Zwölf-Apostel-Kirchhof in Berlin-Schöneberg.

## Kompositionen

### Orchestermusik
- Concertino für Viola und Streichorchester
- Elegie für Cello und Orchester (1959)
- Concertino für Klavier und Orchester op. 63 (1956)
- Sonatine für Zupforchester (1952)
- Ballade für Posaune und kleines Orchester (1974)
- Capriccio für Orchester (1957)
- Suite für Violine und Orchester (1952)
- Suite en miniature, für Flöte und Kammerorchester (1961)
- Konzert für Gitarre und Orchester (1973)
- Allegro moderato für Klavier und Orchester (1975)
- Legende für Klarinette und kleines Orchester (1947)
- Concerto breve für Tuba und Orchester (1957)
- Concertette für Horn und Orchesterlieder
- Concertino für Trompete und Blasorchester (1972)
- Sinfonietta für Orchester (1964)

### Kammermusik
- Trio für Violine, Viola und Gitarre
- Kleine Kammermusik für 4 Solo-Bratschen (1958)
- Kleine Suite für Streichquartett (1975)
- Fantasie für Viola und Orgel (1973)
- Pastorale für Blockflötenquartett, Viola und Orgel (1976)
- Variationen über ein eigenes Theam, für Streichtrio (1962)
- TRIO 74, für Oboe, Klarinette und Fagott (1974)
- Bläsermusik I, für 4 Trompeten und 3 Posaunen
- Studie für Flöte solo
- Serenade für Violine und Gitarre
- 7 Bagetellen für Klavier solo (1959)

### Chor- und Gesangswerke
- Drei ernste Gesänge für Bariton und Kammerorchester (1958)
- Wiegenlied für Alt und Kammerorchester
- Meine Heimat, für Mezzosopran und Klavier-Fantasie
- 2 geistliche Gesänge nach Gedichten von Ruth Schaumann, für Bariton, Viola und Orgelfan